# Watford Football Club 2021-2022
Questa voce raccoglie le informazioni riguardanti il Watford Football Club nelle competizioni ufficiali della stagione 2021-2022.

## Stagione
La stagione 2021-22 è stata la centoventitreesima nella storia del club e la sua quattordicesima stagione nella massima divisione, la prima stagione in Premier League dopo la promozione della stagione precedente dalla Football League Championship 2020-2021. Questa stagione ha visto il Watford partecipare alla Premier League, alla FA Cup ed alla League Cup
Il Watford fa il suo debutto nella Premier League 2021-2022 in casa contro l'Aston Villa, vincendo 3-2.
In League Cup, denominata Carabao Cup per motivi di sponsorizzazione, dopo aver superato il Crystal Palace 1-0 nel secondo turno, viene eliminato al turno successivo dallo Stoke City, perdendo 3-1 in casa.
Dopo gli scarsi risultati in avvio di stagione, il 3 ottobre 2021 porta la società ad esonerare l'allenatore spagnolo Xisco. Il giorno seguente viene annunciato come nuovo allenatore l'italiano Claudio Ranieri, con il quale viene sottoscritto un contratto biennale.
In FA Cup, il Leicester City, squadra con cui il tecnico italiano ha vinto la Premier League, vincendo per 4-1 nel terzo turno, elimina i gialloneri dalla competizione.
Il 24 gennaio 2022, dopo aver raccolto 7 punti in 13 gare e con la squadra in zona retrocessione, la società decide di cambiare ancora e di esonerare mister Ranieri e, di conseguenza, il suo staff. Il giorno seguente la dirigenza decide di ingaggiare Roy Hodgson come nuovo allenatore.
Il 7 maggio 2022, con la sconfitta esterna per 1-0 sul campo del Crystal Palace, retrocede matematicamente in Championship, la seconda volta nell'ultimo triennio, con due giornate d'anticipo. L'11 maggio 2022 annuncia come nuovo allenatore per la stagione successiva, il gallese Rob Edwards.

## Maglie e sponsor
Lo sponsor tecnico, per la stagione 2021-2022 è Kelme. Lo sponsor ufficiale che compare sulle divise è Stake.com, un'azienda globale di casinò online, con cui la società ha sottoscritto un accordo pluriennale.
| Casa | Trasferta | Terza maglia |

## Organigramma societario
Area tecnica
- Allenatore - Xisco (1ª-7ª)
Claudio Ranieri (8ª-23ª)
Roy Hodgson (24ª-)
- Vice allenatore - Zigor Aranalde (1ª-7ª)
Paolo Benetti (8ª-23ª)
Ray Lewington (24ª-)
- Assistente tecnico - Juan Solla (1ª-7ª)
Carlo Cornacchia (8ª-23ª)
- Allenatore dei portieri - Antonello Brambilla
- Analista - Isidre Ramón Madir (1ª-7ª)
- Preparatore atletico - Jordi Abella (1ª-7ª)
Jordi García (1ª-)
Carlo Spignoli (8ª-23ª)
- Direttore tecnico - Filippo Giraldi

Settore giovanile
- Responsabile del reclutamento - Andy Scott
- Responsabile di prevenzione degli infortuni e riabilitazione - Alberto Leon Herranz
- Allenatore Under-23 - Hayden Mullins
- Responsabile dell'accademia dei portieri - Graham Stack
- Responsabile dell'accademia - Sviluppo professionale - Darren Sarll
- Allenatore Under-18 - Carl Martin
- Responsabile dell'accademia - Allenamento e sviluppo - Barry Quin
- Responsabile delle attrezzature - David Walter

Area organizzativa
- Segretario - Gayle Vowels
- Direttore commerciale - Spencer Field
- Responsabile delle vendite - Paul O'Brien
- Direttore delle operazioni - Glyn Evans
- Direttore della comunità - Rob Smith
- Direttore finanziario - Emiliano Russo
- Addetto stampa - Richard Walker

## Rosa
Aggiornata al 28 febbraio 2022.
| N. |                             | Ruolo | Calciatore           |
| -- | --------------------------- | ----- | -------------------- |
| 1  | Inghilterra (bandiera)      | P     | Benjamin Foster      |
| 2  | Inghilterra (bandiera)      | D     | Jeremy Ngakia        |
| 3  | Inghilterra (bandiera)      | D     | Danny Rose           |
| 4  | Nigeria (bandiera)          | C     | Peter Etebo          |
| 5  | Nigeria (bandiera)          | D     | William Troost-Ekong |
| 6  | Marocco (bandiera)          | C     | Imrân Louza          |
| 7  | Norvegia (bandiera)         | A     | Joshua King          |
| 8  | Inghilterra (bandiera)      | C     | Tom Cleverley        |
| 10 | Brasile (bandiera)          | A     | João Pedro           |
| 11 | Marocco (bandiera)          | D     | Adam Masina          |
| 12 | Svezia (bandiera)           | C     | Ken Sema             |
| 13 | Camerun (bandiera)          | D     | Nicolas Nkoulou      |
| 14 | Costa d'Avorio (bandiera)   | D     | Hassane Kamara       |
| 15 | Irlanda del Nord (bandiera) | D     | Craig Cathcart       |
| 16 | Inghilterra (bandiera)      | C     | Dan Gosling          |
| 17 | Inghilterra (bandiera)      | A     | Ashley Fletcher      |
| 18 | Turchia (bandiera)          | C     | Ozan Tufan           |
| 19 | Francia (bandiera)          | C     | Moussa Sissoko       |

| N. |                         | Ruolo | Calciatore          |
| -- | ----------------------- | ----- | ------------------- |
| 21 | Spagna (bandiera)       | D     | Kiko Femenía        |
| 22 | Brasile (bandiera)      | D     | Samir               |
| 23 | Senegal (bandiera)      | A     | Ismaïla Sarr        |
| 25 | Nigeria (bandiera)      | A     | Emmanuel Dennis     |
| 26 | Austria (bandiera)      | P     | Daniel Bachmann     |
| 27 | Belgio (bandiera)       | D     | Christian Kabasele  |
| 28 | Nigeria (bandiera)      | C     | Samuel Kalu         |
| 29 | Colombia (bandiera)     | A     | Cucho Hernández     |
| 31 | Cile (bandiera)         | D     | Francisco Sierralta |
| 33 | Slovacchia (bandiera)   | C     | Juraj Kucka         |
| 34 | Inghilterra (bandiera)  | A     | Kwadwo Baah         |
| 35 | Irlanda (bandiera)      | P     | Rob Elliot          |
| 37 | Colombia (bandiera)     | C     | Jaime Alvarado      |
| 39 | RD del Congo (bandiera) | C     | Edo Kayembe         |
| 42 | Inghilterra (bandiera)  | D     | James Morris        |
| 45 | Inghilterra (bandiera)  | C     | Kamil Conteh        |
| 47 | Inghilterra (bandiera)  | A     | Shaqai Forde        |
| 50 | Inghilterra (bandiera)  | A     | Adrian Blake        |

## Calciomercato

### Sessione estiva(dall'1/7 al 31/8)
| Acquisti | Acquisti            | Acquisti          | Acquisti                |
| R.       | Nome                | da                | Modalità                |
| -------- | ------------------- | ----------------- | ----------------------- |
| P        | Vincent Angelini    | Celtic            | svincolato              |
| P        | Pontus Dahlberg     | Häcken            | fine prestito           |
| P        | Adam Parkes         | Barnet            | fine prestito           |
| D        | James Morris        | Southampton       | svincolato              |
| D        | Josh O'Brien        | De Anza Force     | svincolato              |
| D        | Mattie Pollock      | Grimsby Town      | definitivo              |
| D        | Danny Rose          | Tottenham         | svincolato              |
| D        | Jorge Segura        | Atlético Nacional | fine prestito           |
| C        | Jaime Alvarado      | Athl. Paranaense  | fine prestito           |
| C        | Juergen Elitim      | Ponferradina      | fine prestito           |
| C        | Oghenekaro Etebo    | Stoke City        | prestito                |
| C        | Harry Forster       | Bromley           | fine prestito           |
| C        | Juraj Kucka         | Parma             | prestito                |
| C        | Imrân Louza         | Nantes            | definitivo              |
| C        | Moussa Sissoko      | Tottenham         | definitivo (3,00 mln £) |
| C        | Ozan Tufan          | Fenerbahçe        | prestito                |
| A        | Kwadwo Baah         | Rochdale          | definitivo              |
| A        | Emmanuel Dennis     | Club Bruges       | definitivo              |
| A        | Ashley Fletcher     | Middlesbrough     | svincolato              |
| A        | Joshua King         | Everton           | svincolato              |
| A        | Dapo Mebude         | Rangers           | definitivo              |
| A        | Adalberto Peñaranda | CSKA Sofia        | fine prestito           |

| Cessioni | Cessioni             | Cessioni            | Cessioni                |
| R.       | Nome                 | a                   | Modalità                |
| -------- | -------------------- | ------------------- | ----------------------- |
| P        | Dante Baptiste       | Farnborough         | prestito                |
| P        | Mac Chisholm         | West Bromwich       | fine contratto          |
| P        | Pontus Dahlberg      | Doncaster           | prestito                |
| P        | Alfie Marriott       | Kings Langley       | prestito                |
| P        | Adam Parkes          | Dover Athletic      | prestito                |
| P        | Myles Roberts        | Concord Rangers     | prestito                |
| D        | Mason Barrett        |                     | fine contratto          |
| D        | Nathaniel Chalobah   | Fulham              | definitivo              |
| D        | Craig Dawson         | West Ham Utd        | riscattato (2,00 mln £) |
| D        | James Debayo         | Leeds Utd           | definitivo              |
| D        | Tomas Galvez         | Manchester City     | definitivo              |
| D        | Achraf Lazaar        | Portimonense        | fine contratto          |
| D        | Marc Navarro         |                     | fine contratto          |
| D        | Teddy Perkins        | Welling Utd         | fine contratto          |
| D        | Mattie Pollock       | Cheltenham Town     | prestito                |
| D        | Jorge Segura         | América de Cali     | prestito                |
| D        | Bayli Spencer-Adams  |                     | fine contratto          |
| D        | Maxwell Statham      | Hornchurch          | fine contratto          |
| D        | Toby Stevenson       | Bromley             | fine contratto          |
| D        | Ben Wilmot           | Stoke City          | definitivo              |
| C        | Ober Almanza         | Albacete            | prestito                |
| C        | Jaime Alvarado       | Racing Ferrol       | prestito                |
| C        | Mitchel Bergkamp     |                     | fine contratto          |
| C        | Tom Dele-Bashiru     | Reading             | prestito                |
| C        | Juergen Elitim       | Deportivo La Coruña | prestito                |
| C        | Harry Forster        | Bromley             | fine contratto          |
| C        | Will Hughes          | Crystal Palace      | definitivo              |
| C        | Dominic Hutchinson   | Eastbourne Borough  | prestito                |
| C        | Bosun Lawal          | Celtic              | definitivo              |
| C        | Sonny Blu Lo-Everton | Yeovil Town         | prestito                |
| C        | Henry Ochieng        |                     | fine contratto          |
| C        | Phoenix Patterson    | Waterford           | fine contratto          |
| C        | Daniel Phillips      | Gillingham          | prestito                |
| C        | Domingos Quina       | Fulham              | prestito                |
| C        | Carlos Sánchez       | Santa Fe            | fine contratto          |
| A        | Tiago Çukur          | Doncaster           | prestito                |
| A        | Sam Dalby            | Southend Utd        | fine contratto          |
| A        | Troy Deeney          | Birmingham City     | definitivo              |
| A        | Andre Gray           | QPR                 | prestito                |
| A        | Joseph Hungbo        | Ross County         | prestito                |
| A        | Dapo Mebude          | AFC Wimbledon       | prestito                |
| A        | Adalberto Peñaranda  | Las Palmas          | prestito                |
| A        | Stipe Perica         | Maccabi Tel Aviv    | definitivo              |
| A        | Ignacio Pussetto     | Udinese             | rinnovo prestito        |
| A        | Jerome Sinclair      |                     | fine contratto          |
| A        | Filip Stuparević     | Metalac             | fine contratto          |
| A        | Isaac Success        | Udinese             | definitivo              |
| A        | Max Thompson         |                     | fine contratto          |
| A        | Philip Zinckernagel  | Nottingham Forest   | prestito                |

### Sessione domestica(dall'1/9 al 17/10)
| Acquisti | Acquisti        | Acquisti  | Acquisti   |
| R.       | Nome            | da        | Modalità   |
| -------- | --------------- | --------- | ---------- |
| A        | Jimiel Chikukwa | Leeds Utd | svincolato |

| Cessioni | Cessioni | Cessioni | Cessioni |
| R.       | Nome     | a        | Modalità |
| -------- | -------- | -------- | -------- |

### Operazioni esterne(dall'1/9 al 2/1)
| Acquisti | Acquisti        | Acquisti         | Acquisti            |
| R.       | Nome            | da               | Modalità            |
| -------- | --------------- | ---------------- | ------------------- |
| P        | Maduka Okoye    | Sparta Rotterdam | definitivo          |
| D        | Nicolas Nkoulou | Torino           | svincolato          |
| C        | Adian Manning   | Kings Langley    | fine prestito breve |

| Cessioni | Cessioni      | Cessioni      | Cessioni       |
| R.       | Nome          | a             | Modalità       |
| -------- | ------------- | ------------- | -------------- |
| D        | Will Hall     | Kings Langley | prestito       |
| C        | Adian Manning | Kings Langley | prestito breve |

### Sessione invernale(dal 3/1 al 31/1)
| Acquisti | Acquisti             | Acquisti      | Acquisti             |
| R.       | Nome                 | da            | Modalità             |
| -------- | -------------------- | ------------- | -------------------- |
| P        | Pontus Dahlberg      | Doncaster     | risoluzione prestito |
| D        | Hassane Kamara       | Nizza         | definitivo (4 mln £) |
| D        | Samir                | Udinese       | definitivo           |
| C        | Jaime Alvarado       | Racing Ferrol | fine prestito        |
| C        | Sonny Blu Lo-Everton | Yeovil Town   | fine prestito        |
| C        | Samuel Kalu          | Bordeaux      | definitivo           |
| C        | Edo Kayembe          | Eupen         | definitivo           |
| C        | Domingos Quina       | Fulham        | risoluzione prestito |
| A        | Tiago Çukur          | Doncaster     | risoluzione prestito |

| Cessioni | Cessioni             | Cessioni           | Cessioni         |
| R.       | Nome                 | a                  | Modalità         |
| -------- | -------------------- | ------------------ | ---------------- |
| P        | Pontus Dahlberg      | Gillingham         | prestito         |
| P        | Maduka Okoye         | Sparta Rotterdam   | prestito         |
| C        | Jaime Alvarado       | Fortaleza C.E.I.F. | prestito         |
| C        | Sonny Blu Lo-Everton | Yeovil Town        | rinnovo prestito |
| C        | JJ McKiernan         | Bohemians          | prestito         |
| A        | Ryan Cassidy         | Bohemians          | prestito         |
| A        | Jimiel Chikukwa      | Maidstone Utd      | prestito         |

### Operazioni esterne(dall'1/2 al 30/6)
| Acquisti | Acquisti      | Acquisti         | Acquisti            |
| R.       | Nome          | da               | Modalità            |
| -------- | ------------- | ---------------- | ------------------- |
| C        | Adian Manning | Biggleswade Town | fine prestito breve |
| A        | Shaq Forde    | Kings Langley    | fine prestito breve |

| Cessioni | Cessioni        | Cessioni         | Cessioni             |
| R.       | Nome            | a                | Modalità             |
| -------- | --------------- | ---------------- | -------------------- |
| C        | Kamil Conteh    | Braintree Town   | prestito             |
| C        | Adian Manning   | Biggleswade Town | prestito breve       |
| C        | Domingos Quina  | Barnsley         | prestito             |
| C        | Ozan Tufan      | Fenerbahçe       | risoluzione prestito |
| A        | Ashley Fletcher | N.Y. Red Bulls   | prestito             |
| A        | Shaq Forde      | Kings Langley    | prestito breve       |

## Risultati

### Premier League

#### Girone di andata
| Arbitro: | Dean (Wirral) |

|                                   |           |                              |
| Dennis 10’ Sarr 42’ Hernández 67’ | Marcatori | 70’ McGinn 90+7’ (rig.) Ings |

| Arbitro: | Taylor (Cheshire) |

|                      |           |  |
| Duffy 10’ Maupay 41’ | Marcatori |  |

| Arbitro: | Marriner (West Midlands) |

|         |           |  |
| Son 42’ | Marcatori |  |

| Arbitro: | Bankes (Merseyside) |

|  |           |                                |
|  | Marcatori | 74’ (aut.) Sierralta 83’ Hwang |

| Arbitro: | Jones (Merseyside) |

|           |           |                          |
| Pukki 35’ | Marcatori | 17’ Dennis 63’, 80’ Sarr |

| Arbitro: | Gillett |

|          |           |               |
| Sarr 72’ | Marcatori | 23’ Longstaff |

| Arbitro: | Hooper (Wiltshire) |

|              |           |  |
| Llorente 18’ | Marcatori |  |

| Arbitro: | Moss (West Yorkshire) |

|  |           |                                           |
|  | Marcatori | 8’ Mané 37’, 52’, 90+1’ Firmino 54’ Salah |

| Arbitro: | Scott (Oxfordshire) |

|                           |           |                                           |
| Davies 3’ Richarlison 63’ | Marcatori | 13’, 80’, 86’ King 78’ Kucka 90+1’ Dennis |

| Arbitro: | Bankes (Merseyside) |

|  |           |           |
|  | Marcatori | 20’ Adams |

| Arbitro: | Friend (Leicestershire) |

|                |           |  |
| Smith Rowe 56’ | Marcatori |  |

| Arbitro: | Moss (West Yorkshire) |

|                                                 |           |                 |
| King 28’ Sarr 44’ João Pedro 90+2’ Dennis 90+6’ | Marcatori | 50’ van de Beek |

| Arbitro: | Madley (West Yorkshire) |

|                                         |           |                            |
| Maddison 16’ Vardy 34’, 42’ Lookman 68’ | Marcatori | 30’ (rig.) King 61’ Dennis |

| Arbitro: | Coote (Nottinghamshire) |

|            |           |                      |
| Dennis 43’ | Marcatori | 29’ Mount 72’ Ziyech |

| Arbitro: | Hooper (Wiltshire) |

|               |           |                               |
| Hernández 74’ | Marcatori | 4’ Sterling 31’, 63’ B. Silva |

| Arbitro: | Oliver (Northumberland) |

|                                 |           |            |
| Jansson 84’ Mbeumo 90+6’ (rig.) | Marcatori | 24’ Dennis |

| Burnley 5 febbraio 2022, ore 18:00 WET 17ª giornata | Burnley                  | 0 – 0 referto | Watford | Turf Moor (19 527 spett.)\| Arbitro: \| Pawson (South Yorkshire) \| |
| Arbitro:                                            | Pawson (South Yorkshire) |               |         |                                                                     |

| Arbitro: | Marriner (West Midlands) |

|             |           |                                        |
| Sissoko 18’ | Marcatori | 15’ Mateta 42’ Gallagher 85’, 90’ Zaha |

| Arbitro: | England (South Yorkshire) |

|                                                        |           |  |
| Jiménez 13’ Hernández 18’ (aut.) Podence 21’ Neves 85’ | Marcatori |  |

#### Girone di ritorno
| Arbitro: | England (South Yorkshire) |

|           |           |                                                       |
| Dennis 4’ | Marcatori | 27’ Souček 29’ Benrahma 58’ (rig.) Noble 90+2’ Vlašić |

| Arbitro: | Jones (Merseyside) |

|  |           |               |
|  | Marcatori | 90+6’ Sánchez |

| Arbitro: | Tierney (Lancashire) |

|                   |           |                |
| Saint-Maximin 49’ | Marcatori | 87’ João Pedro |

| Arbitro: | Dean (Wirral) |

|  |           |                                     |
|  | Marcatori | 51’, 74’ Sargent 90+2’ (aut.) Kucka |

| Arbitro: | Atkinson (West Yorkshire) |

|           |           |  |
| Bowen 68’ | Marcatori |  |

| Arbitro: | Moss (West Yorkshire) |

|  |           |                        |
|  | Marcatori | 44’ Maupay 83’ Webster |

| Arbitro: | Jones (Merseyside) |

|  |           |            |
|  | Marcatori | 78’ Dennis |

| Manchester 26 febbraio 2022, ore 15:00 WET 27ª giornata | Manchester Utd          | 0 – 0 referto | Watford | Old Trafford (73 200 spett.)\| Arbitro: \| Friend (Leicestershire) \| |
| Arbitro:                                                | Friend (Leicestershire) |               |         |                                                                       |

| Arbitro: | Pawson (South Yorkshire) |

|                           |           |                                     |
| Hernández 11’ Sissoko 87’ | Marcatori | 5’ Ødegaard 30’ Saka 52’ Martinelli |

| Arbitro: | Scott (Oxfordshire) |

|                 |           |                    |
| Elyounoussi 45’ | Marcatori | 14’, 34’ Hernández |

| Watford 11 maggio 2022, ore 19:45 WEST 30ª giornata | Watford       | 0 – 0 referto | Everton | Vicarage Road (20 653 spett.)\| Arbitro: \| Dean (Wirral) \| |
| Arbitro:                                            | Dean (Wirral) |               |         |                                                              |

| Arbitro: | Attwell (Warwickshire) |

|                             |           |  |
| Jota 22’ Fabinho 89’ (rig.) | Marcatori |  |

| Arbitro: | Marriner (West Midlands) |

|  |           |                                       |
|  | Marcatori | 21’ Raphinha 73’ Rodrigo 85’ Harrison |

| Arbitro: | Hooper (Wiltshire) |

|            |           |                            |
| Dennis 55’ | Marcatori | 15’ Nørgaard 90+5’ Jansson |

| Arbitro: | Friend (Leicestershire) |

|                                          |           |            |
| Jesus 4’, 23’, 49’ (rig.), 53’ Rodri 34’ | Marcatori | 28’ Kamara |

| Arbitro: | Pawson (South Yorkshire) |

|                     |           |                        |
| Tarkowski 8’ (aut.) | Marcatori | 83’ Cork 86’ Brownhill |

| Arbitro: | Scott (Oxfordshire) |

|                 |           |  |
| Zaha 31’ (rig.) | Marcatori |  |

| Arbitro: | Gillett |

|               |           |                                             |
| João Pedro 6’ | Marcatori | 18’ Maddison 22’, 70’ Vardy 46’, 86’ Barnes |

| Arbitro: | Dean (Wirral) |

|                           |           |             |
| Havertz 11’ Barkley 90+1’ | Marcatori | 87’ Gosling |

### FA Cup

#### Turni eliminatori
| Arbitro: | Dean (Wirral) |

|                                                            |           |                |
| Tielemans 7’ (rig.) Maddison 25’ Barnes 54’ Albrighton 85’ | Marcatori | 27’ João Pedro |

### EFL Cup

#### Turni eliminatori
| Arbitro: | Robinson (West Sussex) |

|              |           |  |
| Fletcher 86’ | Marcatori |  |

| Arbitro: | Harrington (Cleveland) |

|              |           |                                 |
| Fletcher 61’ | Marcatori | 25’ Powell 80’ Clucas 85’ Tymon |

## Statistiche

### Statistiche di squadra
Statistiche aggiornate al 24 maggio 2022.
| Competizione   | Punti       | In casa | In casa | In casa | In casa | In casa | In casa | In trasferta | In trasferta | In trasferta | In trasferta | In trasferta | In trasferta | Totale | Totale | Totale | Totale | Totale | Totale | DR  |
| Competizione   | Punti       | G       | V       | N       | P       | Gf      | Gs      | G            | V            | N            | P            | Gf           | Gs           | G      | V      | N      | P      | Gf     | Gs     | DR  |
| -------------- | ----------- | ------- | ------- | ------- | ------- | ------- | ------- | ------------ | ------------ | ------------ | ------------ | ------------ | ------------ | ------ | ------ | ------ | ------ | ------ | ------ | --- |
| Premier League | 23          | 19      | 2       | 2       | 15      | 17      | 46      | 19           | 4            | 3            | 12           | 17           | 31           | 38     | 6      | 5      | 27     | 34     | 77     | -43 |
| FA Cup         | Terzo turno | 0       | 0       | 0       | 0       | 0       | 0       | 1            | 0            | 0            | 1            | 1            | 4            | 1      | 0      | 0      | 1      | 1      | 4      | -3  |
| Carabao Cup    | Terzo turno | 2       | 1       | 0       | 1       | 2       | 3       | 0            | 0            | 0            | 0            | 0            | 0            | 2      | 1      | 0      | 1      | 2      | 3      | -1  |
| Totale         | 23          | 21      | 3       | 2       | 16      | 19      | 49      | 20           | 4            | 3            | 13           | 18           | 35           | 41     | 7      | 5      | 29     | 37     | 83     | -47 |

### Andamento in campionato
| Giornata  | 1 | 2  | 3  | 4  | 5  | 6  | 7  | 8  | 9  | 10 | 11 | 12 | 13 | 14 | 15 | 16 | 17 | 18 | 19 | 20 | 21 | 22 | 23 | 24 | 25 | 26 | 27 | 28 | 29 | 30 | 31 | 32 | 33 | 34 | 35 | 36 | 37 | 38 |
| --------- | - | -- | -- | -- | -- | -- | -- | -- | -- | -- | -- | -- | -- | -- | -- | -- | -- | -- | -- | -- | -- | -- | -- | -- | -- | -- | -- | -- | -- | -- | -- | -- | -- | -- | -- | -- | -- | -- |
| Luogo     | C | T  | T  | C  | T  | C  | T  | C  | T  | C  | T  | C  | T  | C  | C  | T  | T  | C  | T  | C  | C  | T  | C  | T  | C  | T  | T  | C  | T  | C  | T  | C  | C  | T  | C  | T  | C  | T  |
| Risultato | V | P  | P  | P  | V  | N  | P  | P  | V  | P  | P  | V  | P  | P  | P  | P  | N  | P  | P  | P  | P  | N  | P  | P  | P  | V  | N  | P  | V  | N  | P  | P  | P  | P  | P  | P  | P  | P  |
| Posizione | 7 | 11 | 12 | 15 | 11 | 12 | 15 | 16 | 14 | 16 | 17 | 16 | 16 | 17 | 17 | 17 | 17 | 17 | 17 | 18 | 18 | 18 | 19 | 20 | 20 | 19 | 19 | 19 | 19 | 19 | 19 | 19 | 19 | 19 | 19 | 19 | 19 | 19 |

Legenda:

Luogo: C = Casa; T = Trasferta. Risultato: V = Vittoria; N = Pareggio; P = Sconfitta.